# Стелла, Антониетта
Антониетта Стелла (итал. Antonietta Stella; 15 марта 1929, Перуджа — 23 февраля 2022, Рим) — итальянская оперная певица (сопрано).

## Биография
Антониетта Стелла — одна из величайших итальянских сопрано всех времен. Известная своим мощным и элегантным вокальным мастерством, она исполняла драматические партии.
Окончила Национальную академию Санта-Чечилия в Риме и дебютировала на оперной сцене в 1950 году. После успешных выступлений по всей Италии в 1954 г. впервые пела в миланской Ла Скала в партии Дездемоны («Отелло») и в дальнейшем оставалась одной из её примадонн до 1963 г. В 1955 г. дебютировала в Венской государственной опере, Опере Гарнье, брюссельской Ла Монне, в 1956 г. — в Метрополитен Опера. Находившаяся несколько в тени Марии Каллас и Ренаты Тебальди, Стелла тем не менее достигла значительных успехов в ведущих партиях итальянской оперной классики, особенно в произведениях Джузеппе Верди и Джакомо Пуччини.
Умерла на 93-м году жизни в Риме 23 февраля 2022 года

## Дискография
- Сила судьбы, Амстердам, 1951, с Хосе Солером, Роландо Панераи, Энцо Фелисиати, реж. Argeo Quadri ed. Митридат Понт
- Арольдо, Флоренция, 1953, с Джино Пенно, Альдо Протти, реж. Туллио Серафин изд. Мелодрама / Уолхолл
- Дон Карло, RAI — Турин, 1954, с Мирто Пикки, Чезаре Сьепи, Энцо Маскерини, Оралия Домингес, реж. Марио Росси изд. Cantus Classics
- Реквием-месса, Вена, 1954, с Николаем Геддой, Джузеппе Модести, Оралия Домингес, реж. Герберт фон Караян изд. Орфей
- Аида, Неаполь, 1955, с Франко Корелли, Федорой Барбьери, Ансельмо Колзани, Марио Петри, реж. Vittorio Gui ed. Бонджованни / IDIS
- Аида, Ла Скала, 1956, с Джузеппе Ди Стефано, Джульеттой Симионато, Джангиакомо Гуэльфи, Никола Заккарией, реж. Антонино Вотто изд. Идеал / Легато / Республиканская партия
- Норма, Рио-де-Жанейро, 1956, с Марио Дель Монако, Еленой Николай, Плинио Клабасси, реж. Франко Гионе — ред. Премьера оперы
- Бал-маскарад, Ла Скала, 1956, с Джузеппе Ди Стефано, Этторе Бастианини, Эбе Стигнани, реж. Gianandrea Gavazzeni ed. ОПЧ / Myto
- Бал-маскарад, Неаполь, 1956, с Ферруччо Тальявини, Джузеппе Таддеи, Эбе Стигнани, реж. Франческо Молинари Праделли изд. Любители оперы
- «Трубадур», Неаполь, 1957 г., с Марио Филиппески, Альдо Протти, Федора Барбьери, Плинио Клабасси, реж. Франко Капуана изд. Бонджованни
- Сицилийская вечерня, Палермо, 1957, с Марио Филиппески, Джузеппе Таддеи, Бернаром Ландышем, реж. Туллио Серафин изд. Бонджованни
- «Аида», «Встреча в 1957 году» с Куртом Баумом, Бланш Фебом, Джорджем Лондоном, Джорджо Тоцци, реж. Фаусто Клева изд. Myto
- «Тоска», «Встреча в 1958 году» с Ричардом Такером, Леонардом Уорреном, реж. Димитри Митропулос изд. Walhall
- «Мадам Баттерфляй», с Эухенио Фернанди, Клиффорд Харву, реж. Димитри Митропулос изд. Lyric Distribution
- «Мадам Баттерфляй», Буэнос-Айрес, 1958, с Флавиано Лабо, Джузеппе Таддеи, Тота де Игарсабаль, реж. Franco Ghione ed. Lyric Distribution
- Отелло, Буэнос-Айрес, 1958, с Рамоном Винаем, Джузеппе Таддеи, реж. Томас Бичем изд. GOP / Legato / Золотая мелодрама
- Андреа Шенье, Неаполь 1958 г., с Франко Корелли, Этторе Бастианини, реж. Франко Капуана изд. Cin Cin / Распространение текстов песен
- Бал-маскарад, встреча в 1959 году, с Яном Пирсом, Робертом Меррилом, Жаном Мадейрой, реж. Томас Шипперс изд. Любители оперы
- Trovatore, Встреча 1960, с Карло Бергонци, Этторе Бастианини, Джульеттой Симионато, реж. Фаусто Клева изд. Myto
- Сила судьбы, Вена 1960, с Джузеппе Ди Стефано, Этторе Бастианини, Вальтером Креппелем, Джульеттой Симионато, реж. Димитри Митропулос изд. Мелодрама / Мито
- Битва при Леньяно, Ла Скала, 1961, с Франко Корелли, Этторе Бастианини, Агостино Ферреном, реж. Gianandrea Gavazzeni ed. Мелодрама / Мито
- Il Trovatore, Ла Скала 1962, с Франко Корелли, Этторе Бастианини, Фьоренсой Коссотто, Иво Винко, реж. Gianandrea Gavazzeni ed. Мелодрама / Мито
- Луиза Миллер, Палермо, 1963 год, с Джузеппе Ди Стефано, Корнеллом МакНилом, Раффаэлем Арие, реж. Нино Санзоньо изд. Музыкальное движение
- L’Africana, Неаполь, 1963, с Николой Николоффом, Альдо Протти, Плинио Клабасси, реж. Франко Капуана изд. Мелодрам
- La fanciulla del west (DVD), Токио, 1963, с Гастоном Лимарилли, Ансельмо Колзани, реж. Oliviero De Fabritiis ed. GO / Encore
- Манон Леско, Вена, 1964, с Гастоном Лимарилли, Костасом Паскаллисом, реж. Марио Росси — ред. Премьера оперы
- Тоска, RAI-Рим, 1965, с Ренато Чиони, Луи Килико, реж. Артуро Базиле изд. ЦВЕТЫ (MP3)
- Симон Бокканегра, Мюнхен, 1966, с Джузеппе Таддеи, Джорджо Тоцци, Джанфранко Чеккеле, реж. Джузеппе Патане изд. GDS
- La fanciulla del west, Венеция, 1966, с Пьер Миранда Ферраро, Джангиакомо Гуэлфи, реж. Oliviero De Fabritiis ed. Музыкальный мир
- Бал-маскарад (DVD), Токио, 1967, с Карло Бергонци, Марио Занаси, Лючией Даниэли, реж. Oliviero De Fabritiis ed. GO / Encore
- Аттила, Рим — RAI 1970, с Руджеро Раймонди, Джангиакомо Гуэлфи, Джанфранко Чеккеле, реж. Риккардо Мути изд. Воспоминания / Opera D’Oro
- Аньезе ди Гогенштауфен, Рим-RAI 1970, с Монсеррат Кабалье, Бруно Преведи, Сесто Брускантини, Вальтер Альберти, реж. Риккардо Мути изд. Фойе / Myto / Opera D’Oro